# Hans Schaal (Archäologe)
Hans (Johannes) Schaal (* 28. März 1888 in Thalassery (früher Tellicherry) an der Malabarküste in Indien; † 19. Juli 1963 in Bremen) war ein deutscher Lehrer und Klassischer Archäologe.

## Biografie
Hans Schaal war der  Sohn eines Missionars aus Schwäbisch Hall und wuchs seit seinem 7. Lebensjahr in Frankfurt am Main auf. Er studierte seit 1907 Klassische Philologie und Klassische Archäologie an der Universität Bonn und 1912/13 an der Universität Berlin, wo er zum Dr. phil. promoviert wurde. Im Ersten Weltkrieg wurde er 1914 schwer verwundet. 1917 heiratete er Annemarie Erman, die jüngste Tochter des Ägyptologen Adolf Erman.
Schaal war seit 1919 als Lehrer tätig, zunächst am Mommsen-Gymnasium in Berlin, seit 1922 an der Landesschule Schulpforta. 1926 wurde er Direktor des Alten Gymnasiums in Bremen. Er unternahm von 1926 bis 1929 mehrere Forschungsreisen nach Italien und Griechenland. 1932 wurde er Mitglied des Deutschen Archäologischen Instituts. Es erschienen Veröffentlichungen unter anderem über griechische Vasen und Tonplastiken. In der Zeit des Nationalsozialismus hatte er mit den Nazis Probleme, da seine Frau die Tochter eines Professors mit einer jüdischen Großmutter war. Er passte sich an und konnte so als  Schuldirektor verbleiben. Im Mai 1945 wurde er dann aber als Direktor entlassen, kehrte 1947 als Studienrat zurück. 1952 konnte er eine weitere Forschungsreise unternehmen. 1953 wurde er pensioniert. Er war danach mit Themen der Antike beschäftigt.

## Schriften
- De Euripidis Antiopa. Dissertation Berlin 1914 (Digitalisat).
- Griechische Vasen aus Frankfurter Sammlungen. Frankfurter Verlags-Anstalt, Frankfurt am Main 1923.
- Griechische Vasen. Teil I und II. Velhagen & Klasing, Bielefeld, Leipzig 1927–1928.
- Vom Tauschhandel zum Welthandel, Bilder vom Handel und Verkehr der Vorgeschichte und des Altertums. Teubner, Leipzig 1931.
- Griechische Vasen und figürliche Tonplastik in Bremen. Winter, Bremen 1933.
- Heinrich Nikolaus Ulrichs.  Ein Beitrag zur Geschichte der Beziehungen zwischen Bremen und Griechenland 1833-1847. Geist, Bremen 1937
- Die Insel des Pelops. Streifzüge durch Landschaft und Geschichte Südgriechenlands. Geist, Bremen 1943.
- Ostia. Der Welthafen Roms. Dorn, Bremen 1957.